# Bigdog

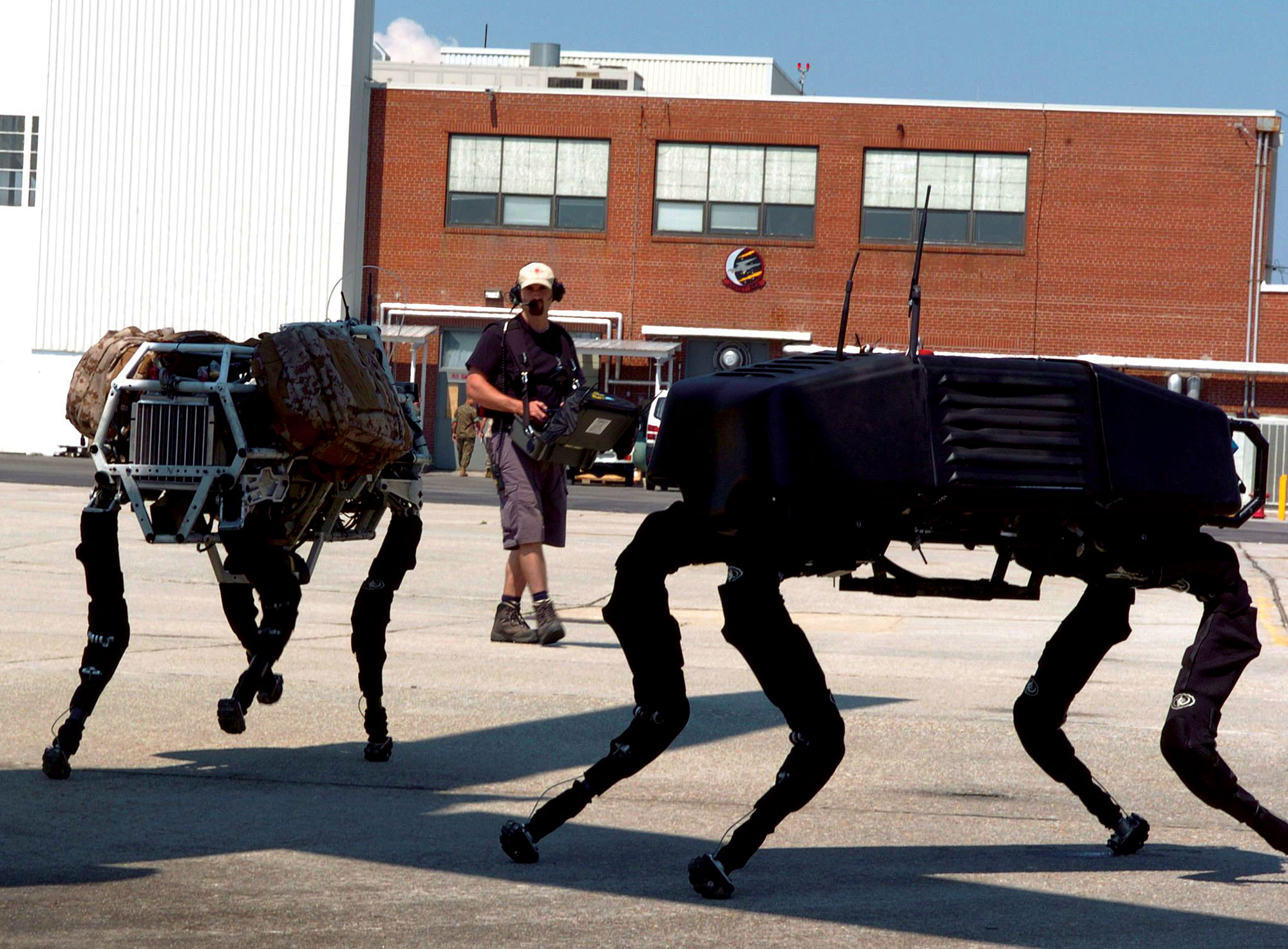
Bigdog.

Bigdog, formellt BigDog, är en fyrbent och självgående robot som utvecklas av Boston Dynamics med medel från DARPA. Roboten var tänkt att bland annat användas som bärhjälp åt soldater i svårframkomlig terräng. Militärövningar visade dock att roboten var opraktisk då den väsnades och avslöjade soldaterna för fienden. Projektet avslutades 2015 men har gett viktiga kunskaper för framtiden. 

## Information
Bigdog är cirka 1.1 meter lång, 1 meter hög och 30 centimeter bred. Den väger 109 kg och kan bära 154 kg på plana ytor. Maximal hastighet är 6 km/h. Motorn är en vattenkyld gokartmotor på 15 hästkrafter som driver en hydraulpump som sedan driver benen. Datorn som styr roboten är en  Pentium 4 i PC/104-format som använder QNX som operativsystem.